# 比亞沃維耶扎原始森林

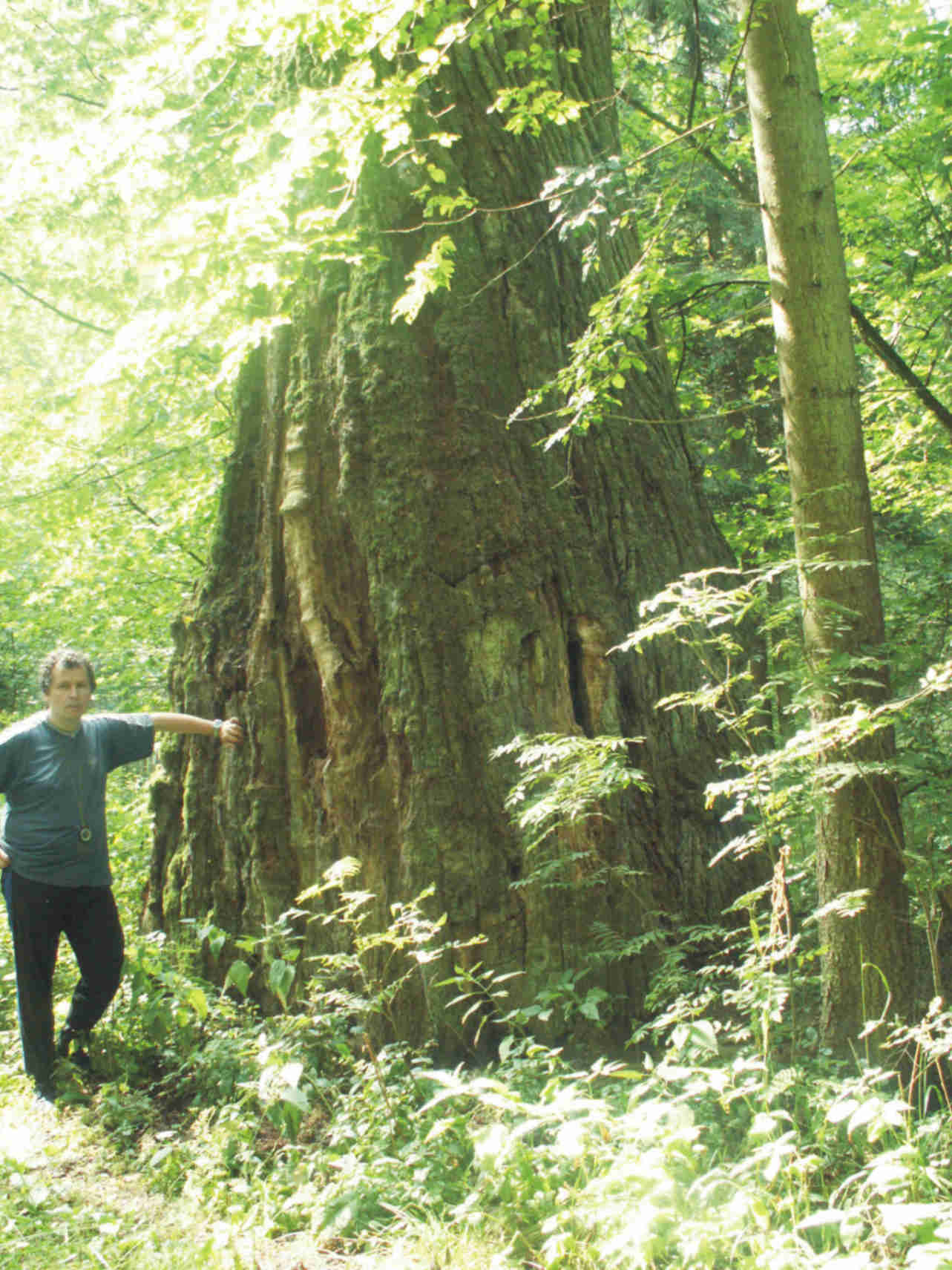
栎属 Dąb Beczka

比亞沃維耶扎原始森林（波蘭語：Puszcza Białowieska），白俄羅斯稱之為别洛韦日原始森林，位於布列斯特以北70公里，橫跨白俄羅斯及波蘭邊境，是歐洲現存唯一的原始森林。
這個聯合國教育科學文化組織世界遺產及生態保護區位於白俄羅斯西南部布列斯特州及格羅德諾州境內。波蘭為了這個森林設立了比亞沃維耶扎國家公園，佔地超過100平方公里。白俄羅斯則設立別洛韋日國家公園生態保護區，佔地1771平方公里。
2014年对该世界遗产项目做了一些变动，波兰方面增加了近45000公顷，白俄罗斯方面减少了5000公顷左右，总共141885公顷，并将项目名称从“别洛韦日斯卡亚原始森林/比亚沃维耶扎森林”（Belovezhskaya Pushcha / Białowieża）更改为“比亞沃維耶扎原始森林”（Białowieża Forest）。

## 白俄羅斯部分
在白俄羅斯側的生態保護區占地約1,771平方公里；核心區域157平方公里；緩衝地帶714平方公里；過渡地帶900平方公里；國家公園及世界遺產則占地876平方公里。保護區的管理中心位於Kamieniuki，包含一個實驗室與動物園，裡頭展示了歐洲野牛、柯尼克波蘭小馬（歐洲野馬與家馬的雜交種）、野豬、駝鹿等原生動物。另外也有一個小型博物館、餐廳、速食店與旅館（蘇聯時期興建，目前年久失修）。由於白俄羅斯方面缺少設備與觀光客，很少外國人參訪白俄羅斯側的森林。

## 波蘭部分
波蘭側的國家公園占地約100平方公里。公園內有一處原來由沙皇擁有的綜合設施，包含一座旅館、餐廳與停車場。每年大約有20萬人次觀光客參訪波蘭側的森林。

## 歷史
原本整個歐洲東部都覆蓋著像比亞沃維耶扎的原始森林。在14世紀以前，人類都通過河流來穿越森林，道路及橋樑都是後期出現的。15世紀時該森林成為波蘭-立陶宛國王瓦迪斯瓦夫二世·雅盖沃的財產。保護這片森林第一份有記錄的文件可追溯到1538年，西格蒙德一世下令盜獵歐洲野牛者死刑。1541年時森林成為皇家獵苑。1639年瓦迪斯瓦夫四世宣布解放所有居住於森林中的農民，作为交換，他們成為皇家守林員。
在1795年瓜分波蘭後，沙皇保羅一世將所有守林員貶為農奴，並將他們交給多個俄國貴族與將軍。由於保護區廢除，使得獵人得以進入這片森林，15年內歐洲野牛的數量由原本的500頭下降到不足200頭。然而，1801年沙皇亞歷山大一世重新恢復保護區，並雇用少數農民來保護動物，歐洲野牛的數量在1830年代恢復到700頭。然而在1830－1831年爆發了十一月起義，保護令再度蕩然無存。
1860年亞歷山大二世參訪這座森林，宣布歐洲野牛保護必須恢復。由於沙皇的命令，當地人殺光了所有掠食者：灰狼、棕熊與猞猁。1888年沙皇成為整片原始森林的擁有者，比亞沃維耶扎森林再度成為皇家獵苑。沙皇開始向歐洲各國寄送歐洲野牛作為禮物，同時從帝國各地輸入鹿、駝鹿等其他動物在森林內繁殖。
第一次世界大戰時比亞沃維耶扎森林遭受了巨大損失。1915年8月德軍攻佔此地，9月25日前至少有200頭野牛被殺，之後發佈了禁獵令。然而德國與蘇聯士兵、盜獵者與強盜仍然不斷殺戮，直到1919年2月此地被波蘭占領，然而最後一頭野生歐洲野牛已經在一個月前被殺。
1921年波蘇戰爭後，比亞沃維耶扎森林的核心區域被宣佈成為國家保護區。1923年的調查發現全世界的動物園只剩下54頭歐洲野牛，其中沒有一頭在波蘭。1929年波蘭官方從多個動物園購入4頭野牛引進森林繁殖。1932年大部分森林成為國家公園。
1939年蘇聯出兵占領波蘭東部，比亞沃維耶扎的波蘭當地人被蘇聯放逐，由蘇聯守林員取代，然而1941年德國人占領這片森林，換蘇聯人遭到放逐。1941年7月森林成為波蘭與蘇聯游擊隊的藏身之處，德國當局處決了大批被懷疑支援游擊隊的當地人。1944年7月紅軍解放了這個地區。德軍撤退時摧毀了舊比亞沃維耶扎狩獵莊園。
戰後這片森林分属于波蘭與白俄羅斯。波蘭側的國家公園在1947年重新恢復。
1991年12月8日，俄罗斯、乌克兰、白俄罗斯领导人在此举行秘密会谈，并签订了《别洛韦日协议》，使三国脱离苏联，成立独立国家联合体。
比亞沃維耶扎森林在1992年註冊世界遺產，並在次年成為國際承認的生物圈保護區。

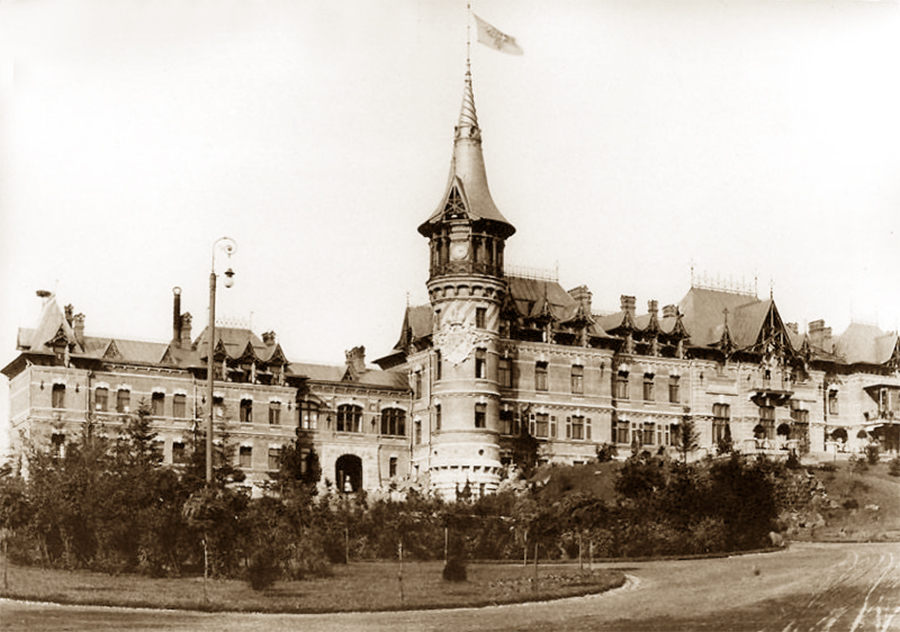
舊沙皇行宮，1894年
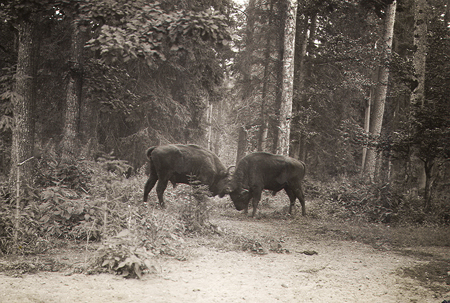
歐洲野牛, 1955年
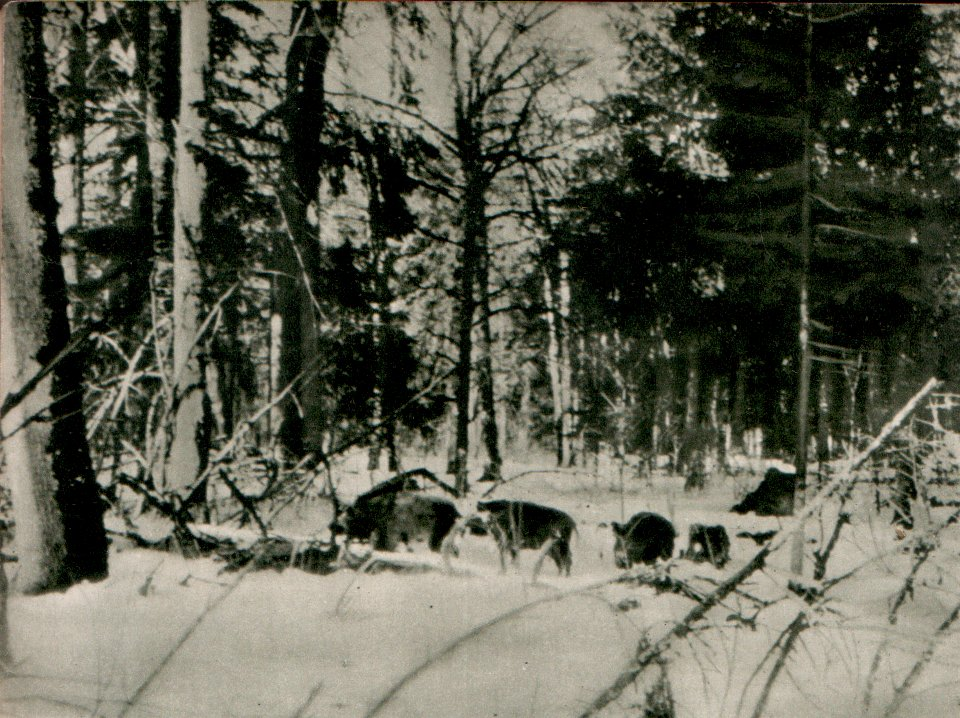
野豬, 1955年
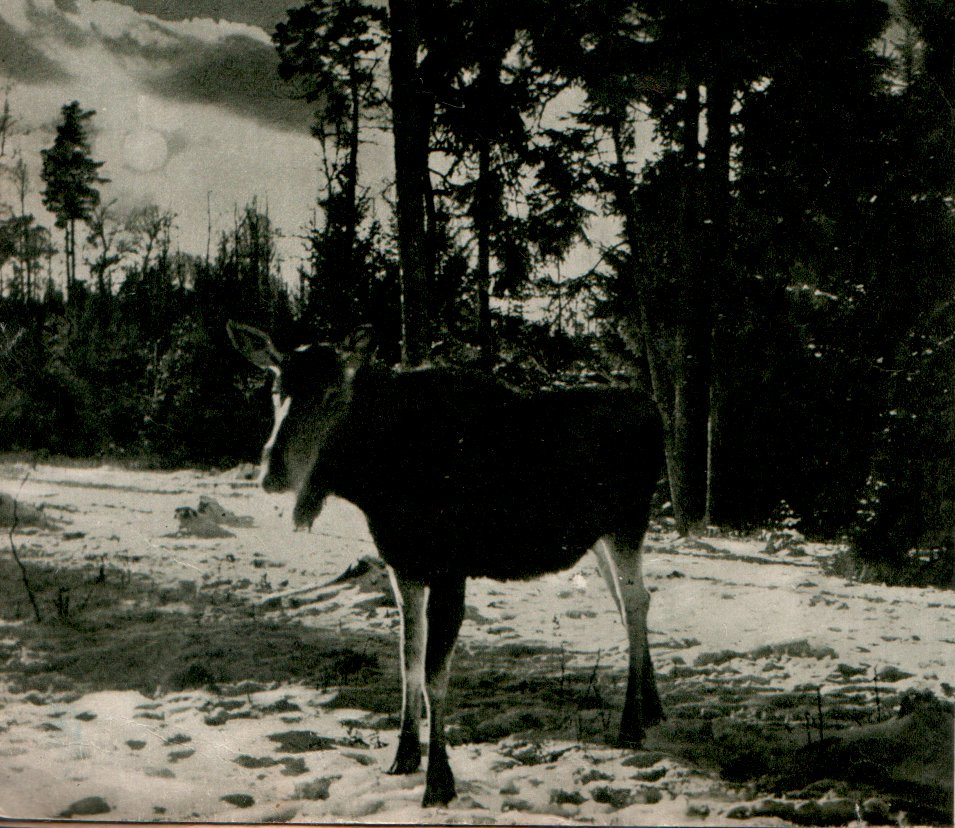
駝鹿，1955年
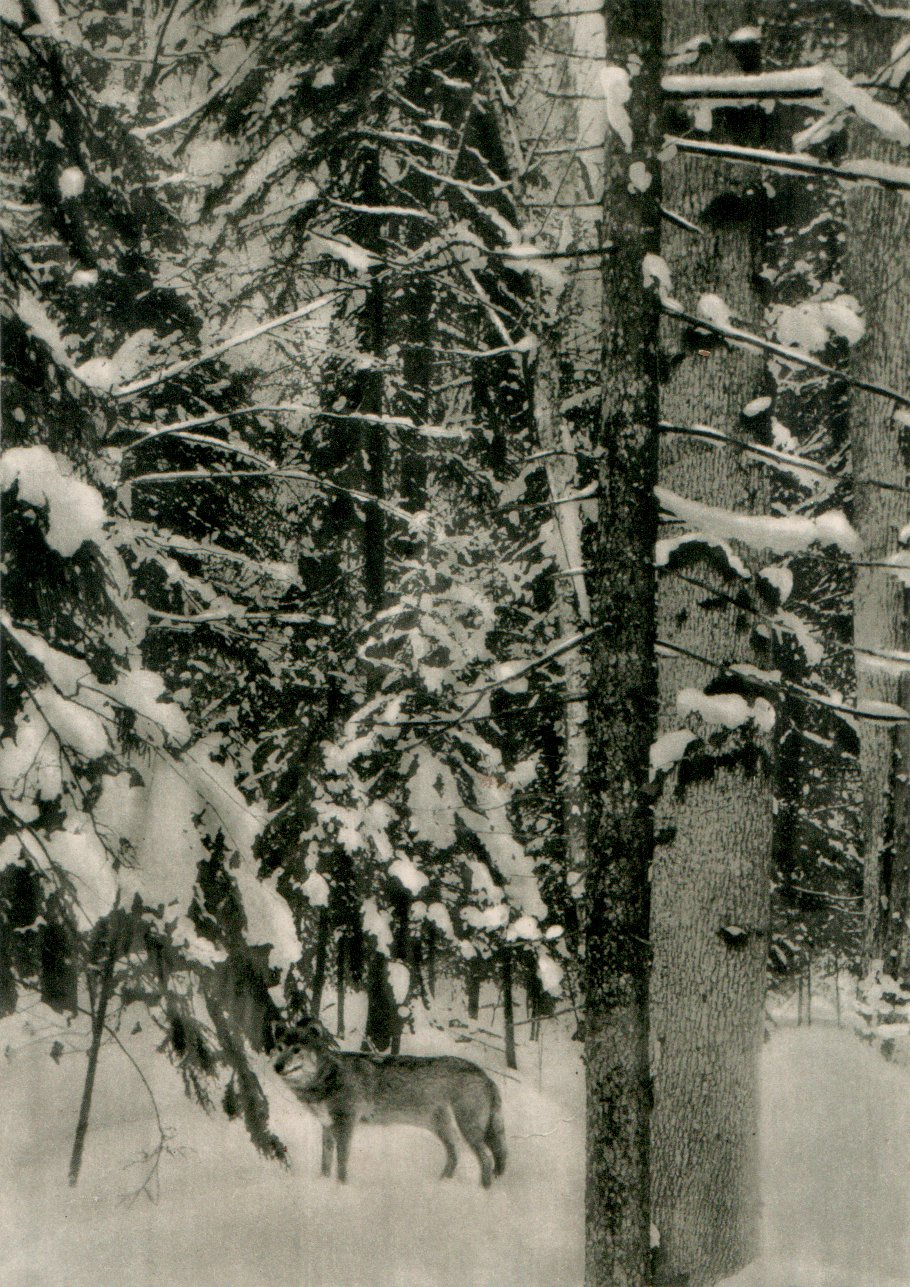
狼，1955年
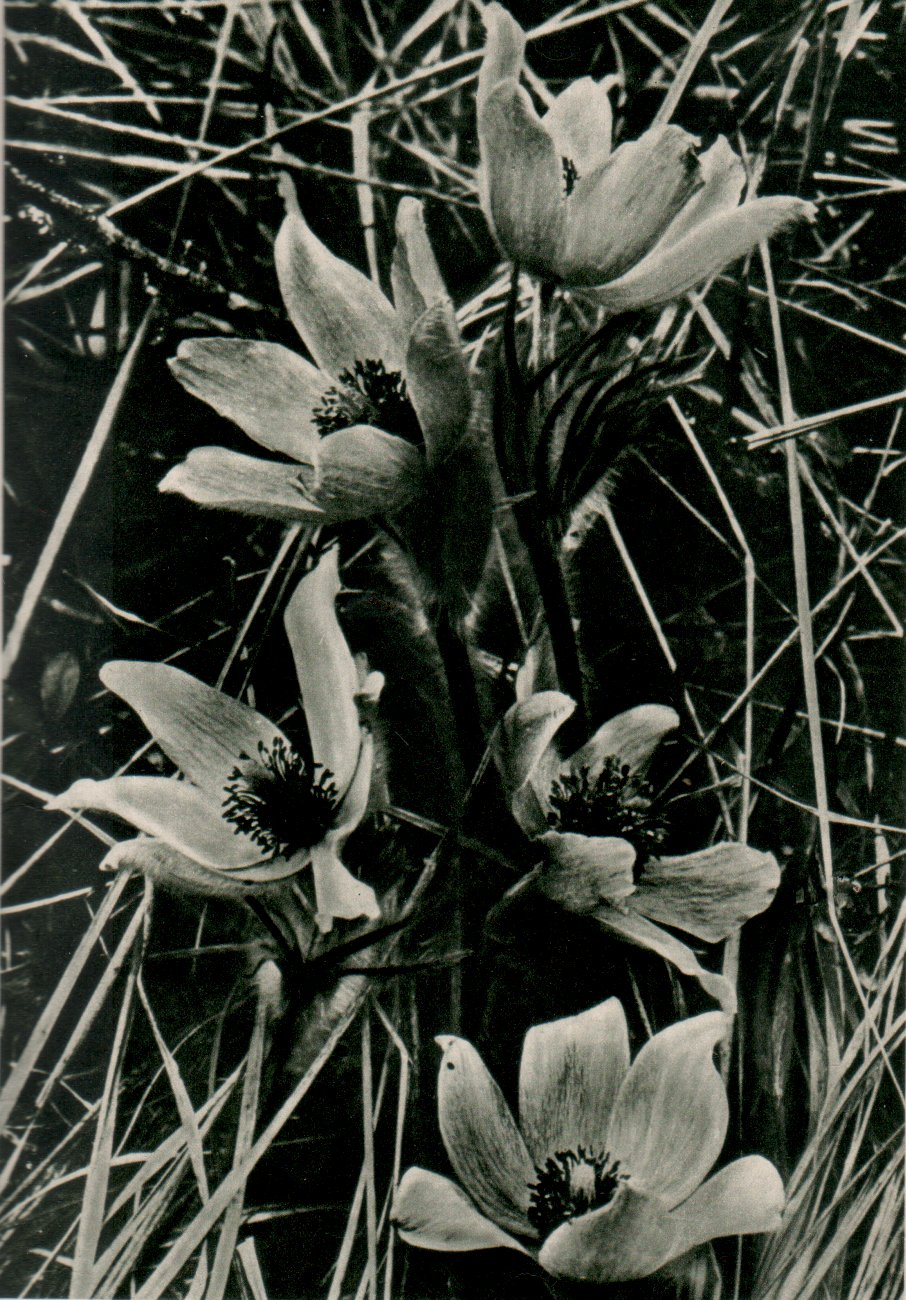
白头翁屬，1955年
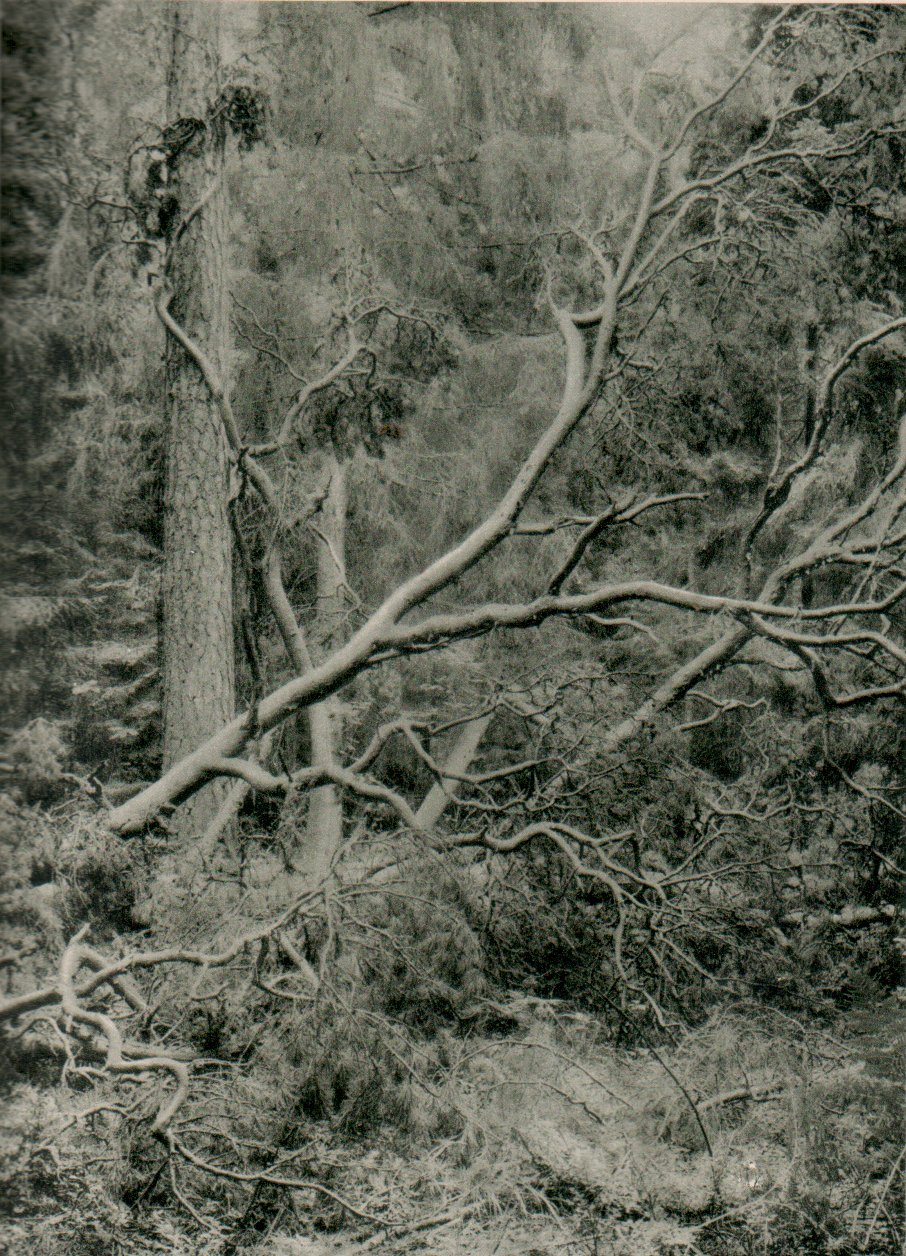
松樹，1955年
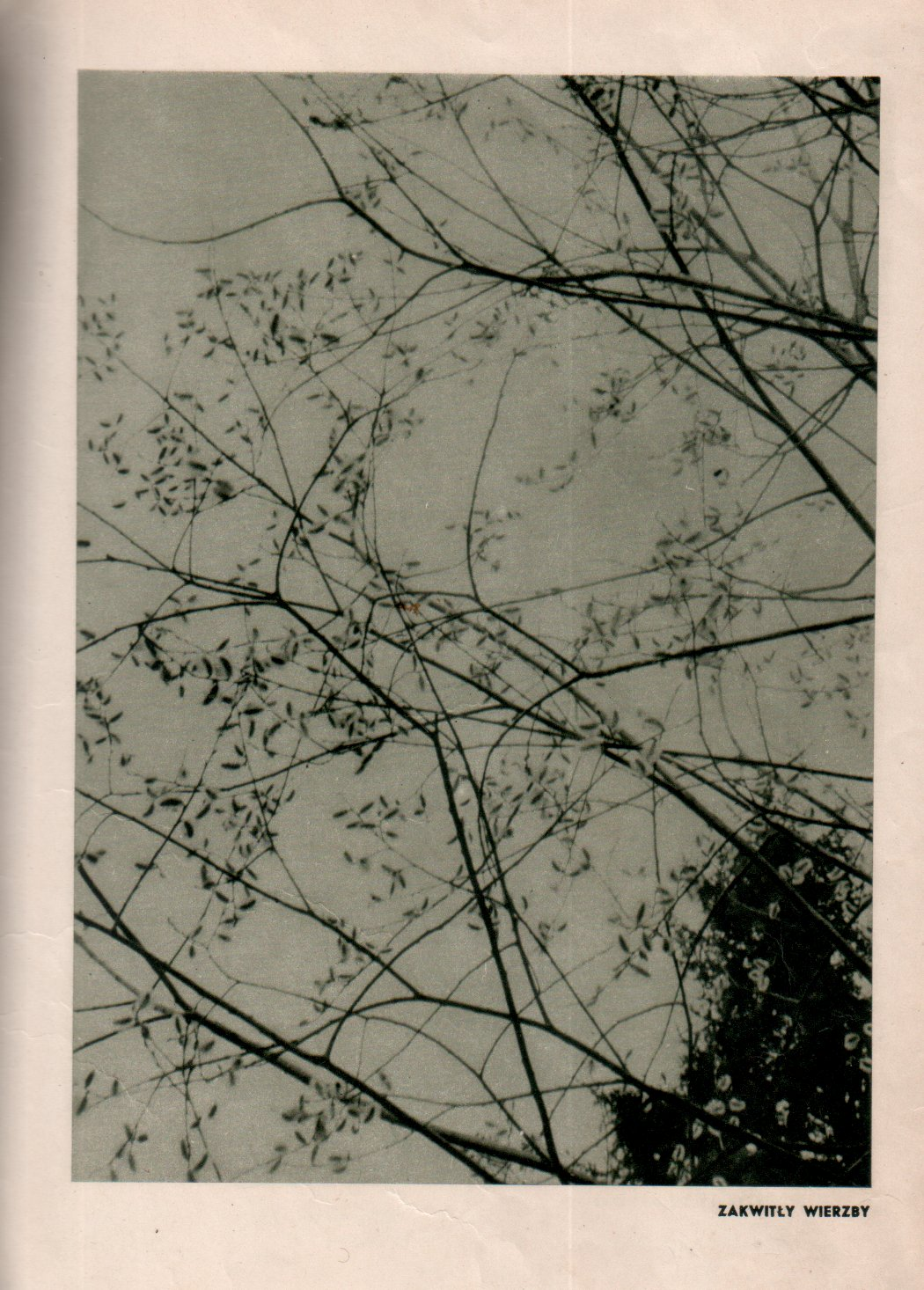
柳花，1955年

## 文化
這個森林常常是俄羅斯民謠的題材，Belovezhskaya Pushcha一曲是由俄羅斯作曲家亞歷山大（Александра Пахмутова）在1975年所作。歌詞如下：
俄語：
拉丁轉寫：
Zdes’ zabytyj davno naš roditel’skij krov.
I, uslyšav poroj golos predkov zovuščij,
Seroj pticej lesnoj iz dalëkix vekov
Ja k tebe priletaju, Belovežskaja pušča.
中譯：
這裡是我們父母的家，早已被人遺忘。
而且，有時聽到祖先的呼喚聲，
來自遙遠時代的灰色森林鳥
我飛向你，別洛韋日原始森林。